# 福寿螺
福壽螺，是一種大型有鰓和腮蓋的淡水螺，為蘋果螺科腹足綱软体动物。蘋果螺科舊屬中腹足目，今屬新進腹足類。福壽螺為雌雄異體，可從殼口分辨雌雄，雄螺口蓋外緣有略為外翻的情形，而雌螺則否。本物種由让-巴蒂斯特·拉马克於1819年描述。原产南美洲亚马逊河流域，本物種的模式產地在阿根廷巴達貢的內格羅河（亦作「黑河」）流域。福壽螺體內很容易生長寄生蟲，體內寄生蟲可高達7000條。由於成長速度快，被許多國家視為入侵物種及農業害蟲。國際自然保護聯盟物種存續委員會的入侵物種專家小組（ISSG）列為全世界百大外來入侵種。

## 名稱
金蜗牛（siput gondang emas）学名桶瓶螺（Pomacea canaliculata），在原产地南美洲称为金苹果螺（golden apple snail，简称GAS），在中国称为福寿螺或南美螺。其他的名字还有金宝螺、苹果螺、大瓶螺。台灣農民俗稱夭壽螺，「夭壽」一詞有「短命早死、過分的、惡毒的」之意。

## 簡介
是杂食性生物，主要喜欢吃嫩幼的植物，偶爾吃小型節肢動物。在很多地方是入侵物种和农业害虫，对水稻、水边种植的甘薯等半水棲植物有危害。因为其成长速度快，也曾被养殖食用，但因肉質不受喜愛故未大量普及。食用未充分加热的福寿螺，可能引起廣東住血線蟲等寄生虫在人体内感染。

### 外殼
外形類似田螺。螺殼鱼味短圓球形右旋，有5-6個螺層，殼的體層膨大，螺塔低，縫合溝深，臍孔小，口蓋角質，呈黃褐色到黑褐色。殼面光滑，一般的顏色為褐綠色，殼表有褐色帶，但殼色及褐色帶的變異頗大，不是每一個體都有明顯褐色帶，也有白化品種。成熟的螺殼高約7公分，長度不超過15公分。殼背上有氣囊，可以輔助呼吸和幫助福壽螺在水面上漂浮。

## 特性
福壽螺的繁殖能力強。其卵呈粉紅色球粒狀，有毒。卵塊產於離水面上之固形物如石頭、土堤上，通常沿著植物的莖產卵，借此躲避水中天敵魚類的覓食，確保卵不被全滅，而卵塊的大小隨母螺的體積而異，小者含數十粒，大者數百粒，約兩星期可孵化，卵呈圓形，直徑2.3公分左右，初產下粉紅色，2~3天後呈鮮紅色，孵化前由灰白色至灰黑色疊成葡萄狀長橢圓形，含卵粒數10粒至300餘粒，且一年可繁殖兩個世代，卵孵化後二個月後又可以進行交配產卵，每隻雌螺可產下6~8塊卵塊，每隻雌螺一年之產卵塊數可達 20~30個，因此在防治上是一大難題。
福壽螺因具肺及鰓之呼吸功能，對環境之適應能力極強，除鹽水和半淡鹽水地區外，任何有水的溝渠湖沼均可生存。
在乾燥季節或溫度低於20℃跟高於30℃以上，螺體可潛入泥中或雜草叢下，緊閉殼蓋進入休眠狀態。其休眠期可達六個月以上，一旦遇到水時或適當環境，即會打破休眠甦醒，繼續活動。
現其卵可被生物科技萃取出蝦紅素，但現又衍生一隱憂：過量繁殖、供過於求及生產環節若有疏失，怕又再引起生態浩劫。此外，福壽螺對广州管圆线虫的感染度亦比其他原生螺類為高，有福壽螺存在的水體，其傳播广州管圆线虫的機會會增加。

## 分佈
本物種的分佈基本在熱帶及亞熱帶，在南美洲的阿根廷（見阿根廷非海洋軟體動物列表）、玻利維亞（見玻利維亞非海洋軟體動物列表）、巴拉圭（見巴拉圭非海洋軟體動物列表、烏拉圭（見烏拉圭非海洋軟體動物列表、巴西（見巴西非海洋軟體動物列表），最南的生長紀錄位於阿根廷布宜諾斯艾利斯省南部的Paso de las Piedras 水庫。

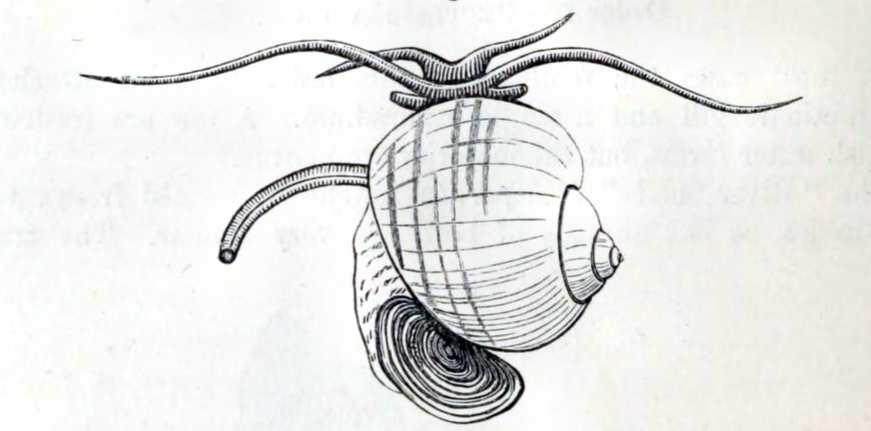
Drawing of the animal and the shell of Pomacea canaliculata

### 非原生分佈
本物種除了在南美洲，分佈最廣泛的地域首推美國，一般隨水族箱飼養者棄養而散佈。當中比較嚴重的地區計有：印地安納州科西阿斯科縣的沃瓦西湖；阿拉巴马州莫比尔的朗安公园和三哩溪；亚拉巴马州鲍德温县临近莫比尔-滕察河三角洲的一个池塘；佛罗里达州奥兰多的小韦基瓦河；佛罗里达州杰克逊维尔的一个湖；聖迭戈縣的米拉玛水库和亞利桑那州尤馬的一个池塘。在夏威夷州及加州亦有相當數量的生長點。
1979年原籍高雄美濃的阿根廷黃姓女華僑，私自引入臺灣一盒福壽螺卵孵化，以金寶螺之名推廣養殖，一隻母螺曾叫價800台幣。曾短期養殖福壽螺，後因螺肉有寄生蟲，且味道不鮮美，被大量丟置水道。由於繁殖速度極快，並喜歡啃食植物的嫩莖與幼葉，影響農作物收成，造成約新臺幣51億的損失。
本物種早於1981年就已在中国大陆出現。分佈原點位於南部廣東省的中山市，其它亞洲國家和地区像日本也曾發生福壽螺過度繁殖事件。在泰國，福壽螺的生長已經威脅到原生於當地稻田的兩個同屬蘋果螺科的可食用瓶螺屬物種的生存空間。
而智利雖然同樣位於南美洲，但不是福壽螺生長的地方，直到2009年才首度有發現。

## 防治

### 生物防治法
- 鯉魚[21]：經相關研究發現，鯉魚可抑制未發育成熟的福壽螺，但對已成熟的福壽螺抑制作用不大，對於抑制福壽螺的產卵頻率也無正面幫助。且在運用鯉魚作為生物防治的方法時，也應注意是否會降低該地的生物多樣性。
- 青魚[22]：比鯉魚還來得更有防治效果。骨上具有一列咽頭齒，藉著這些咽頭齒和頭骨腹面的一個角質厚墊(咽磨)的咬合來切割或咀嚼吸入口中的食物。烏鰡僅攝食螺肉部份，螺殼則排出口外，因此經其取食後的螺貝殘骸極為細碎。
- 合鴨農法[23]：經由育種的鴨子，可以放入稻田內吃害蟲及雜草與福壽螺卵等，但不吃水稻，鴨糞會成為有機肥料。
- 鱉：鱉為水生雜食動物，喜食動物性餌料。幼鱉以水生昆蟲、水蚯蚓、蝌蚪、小蝦等為食。成鱉攝食田螺類、蛤蜊等軟體動物、魚、蝦以及動物屍體（因追不到魚），也食蔬菜、水果、雜糧等植物性飼料。此外，鱉的嘴尖而小，較容易啄出螺肉，比起嘴巴扁而寬的鸭子，更能有效防治。
- 埃及聖䴉：雖是台灣外來種鳥類，但經觀察發現會捕食福壽螺。
- 柴棺龜[24]：台灣原生種類，經觀察發現會捕食福壽螺。
- 光潤金線蛭[25][26][27]：有捕食福壽螺之習性、紀錄。
- 大田鱉：經觀察發現會捕食福壽螺，通霄地區有用於稻田福壽螺防治，水質要求高，不可與農藥混用。

### 生態農法
福壽螺主要是用鰓呼吸，所以它們大部分的時間都在水裡活動，它們會將秧苗壓到水裡去吃，只在產卵時候才會離開水面下蛋。
瞭解福壽螺的生活習性後，可在插秧時把水放掉，保持田土溼潤而不積水的狀態，減少福壽螺水中移動，一直等到秧苗40到50公分高之後，再慢慢把水放滿，這時候福壽螺出來活動發現稻子已經老化很難吃，於是就會開始去吃田間的雜草。

### 誘捕法
利用福壽螺本身的生活習性，以陷阱和餌料進行誘捕，2015年初春有一團隊「農田裡的科學計劃」 （页面存档备份，存于）著手研究測試。